# Bob Young
Robert Keith Young, detto Bob (Basingstoke, 16 maggio 1945), è un musicista britannico, noto principalmente per essere stato membro ed aver contribuito a comporre brani di successo della rock band inglese Status Quo.

## Biografia
Nato in Inghilterra, Bob Young cominciò a lavorare nel mondo della musica negli anni sessanta, collaborando con artisti quali Amen Corner, The Nice e The Herd.
Al 1969 risale la sua prima collaborazione con gli Status Quo, quando suonò l'armonica a bocca a bocca nel singolo “The Price of Love”.
Da quel momento, cominciò sempre più a stringere amicizia coi membri del gruppo ed iniziò anche una prolifica attività di scrittura di molti nuovi e fortunati brani soprattutto con Francis Rossi, cantante e prima chitarra della band.
Young divenne il paroliere dei brani scritti da Rossi, si esibì con il gruppo suonando l'armonica a bocca anche nei concerti dal vivo e diede un contributo molto importante anche sotto il profilo organizzativo divenendo il manager della band.
Grazie al suo decisivo apporto furono incisi brani di grande successo come Paper Plane, Caroline e Down Down.
Nonostante la sua cooperazione con gli Status Quo lo assorbisse quasi del tutto, non disdegnò di coltivare interessi musicali alternativi continuando a collaborare anche con altri musicisti.
Nel 1976 pubblicò il 33 giri Young & Moody, inciso con l'autore inglese Micky Moody, ed iniziò feconde collaborazioni anche con David Coverdale dei Whitesnake e Graham Bonnet dei Rainbow.
A partire dai primi anni ottanta, tuttavia, la prolifica coppia di autori Rossi/Young si spezzò: Francis Rossi preferì cominciare a comporre gran parte dei suoi pezzi insieme ad un nuovo autore, Bernie Frost, e il sodalizio con Young rimase in sospeso per molti, moltissimi anni.
Da ricordare un altro album inciso da solista nel 1985 (In Quo Country, in cui rielaborò in chiave country molti dei grandi successi degli Status Quo, alla cui redazione aveva partecipato) e cooperazioni di vario tipo con altri musicisti negli anni successivi (Vanessa Mae nel 1990).
Con grande approvazione dei fan degli Status Quo, a partire dal 2001, dopo oltre vent'anni di distacco, venne ricostituita la sua storica collaborazione con Francis Rossi.
Da essa il longevo gruppo inglese trasse subito nuova linfa vitale pubblicando, nel 2002, il celebratissimo Heavy Traffic, a giudizio unanime di pubblico e critica uno degli album migliori della intera carriera.
Nel mese di marzo del 2013, partecipa ai concerti della mini-tournée della formazione originale degli Status Quo (Frantic Four), suonando l'armonica a bocca.

## Discografia

### Solista
- Young & Moody (1976)
- In Quo Country (1985)

### Con gli Status Quo
- 1976 - Blue for You
- 1977 – Rockin' All Over the World
- 1978 – If You Can't Stand the Heat
- 1979 – Whatever You Want
- 1980 – Just Supposin'
- 1981 – Never Too Late